# أنطونيا جوهاز
أنطونيا جوهاز (بالإنجليزية: Antonia Juhasz) هي صحفية أمريكية، ولدت في 1970 في بنسيلفانيا في الولايات المتحدة.

## وصلات خارجية
- الموقع الرسمي
- أنطونيا جوهاز على موقع IMDb (الإنجليزية)
- أنطونيا جوهاز على موقع قاعدة بيانات الفيلم (الإنجليزية)